# Schidax servaria
Schidax servaria är en fjärilsart som beskrevs av Walker 1861. Schidax servaria ingår i släktet Schidax och familjen Uraniidae. Inga underarter finns listade.